# Steven R. McQueen
Steven R. McQueen (született: Steven Chadwick McQueen) (Los Angeles, 1988. július 13. –) amerikai színész.
Legismertebb szerepe Jeremy Gilbert a Vámpírnaplók, illetve Kyle Hunter az Everwood című tévésorozatokban.

## Gyermekkora
A kaliforniai Los Angelesben született Stacey Toten és Chad McQueen színész-producer fiaként. Apai nagyszülei Steve McQueen színész és Neile Adams filippínó származású színésznő. Mostohaapja Luc Robitaille, a kanadai NHL egykori játékosa. Három féltestvére van: apja második házasságából Chase és Madison, anyja második házasságából pedig Jesse.

## Pályafutása
Első jelentősebb szerepét 2005 és 2006 között játszotta Kyle Hunterként az Everwood című tévésorozatban. A 2006-os Club Soda című rövidfilmben nyújtott alakításáért Beverly Hills Film Festival Díjat nyert, mint a legjobb férfi szereplő. Ezután 2008-ban szerepelt az Időlovagok című tévéfilmben, és vendégszereplőként jelent meg a Gyilkos számok, a Nyomtalanul és a CSI: Miami helyszínelők epizódjaiban.
2009-től 2017-ig a Vámpírnaplók  című tévésorozatban játszott, amelyben a főszereplő Elena Gilbert (Nina Dobrev) öccsét, Jeremy Gilbertet alakította.
2010-ben nagyobb szerepben tűnt fel a Piranha 3D című horrorfilmben.
2018-ban vendégszerepet kapott a Legacies – A sötétség öröksége egy epizódjában – mely a Vámpírnaplók és a The Originals – A sötétség kora sorozatok spin-offja.

## Magánélete
A Vámpírnaplók forgatása miatt a Georgia állami Atlantába költözött. Jártas a harcművészetekben, a jégkorongban, a kick boxban és a lovaglásban. Tud harmonikán játszani.

## Filmográfia

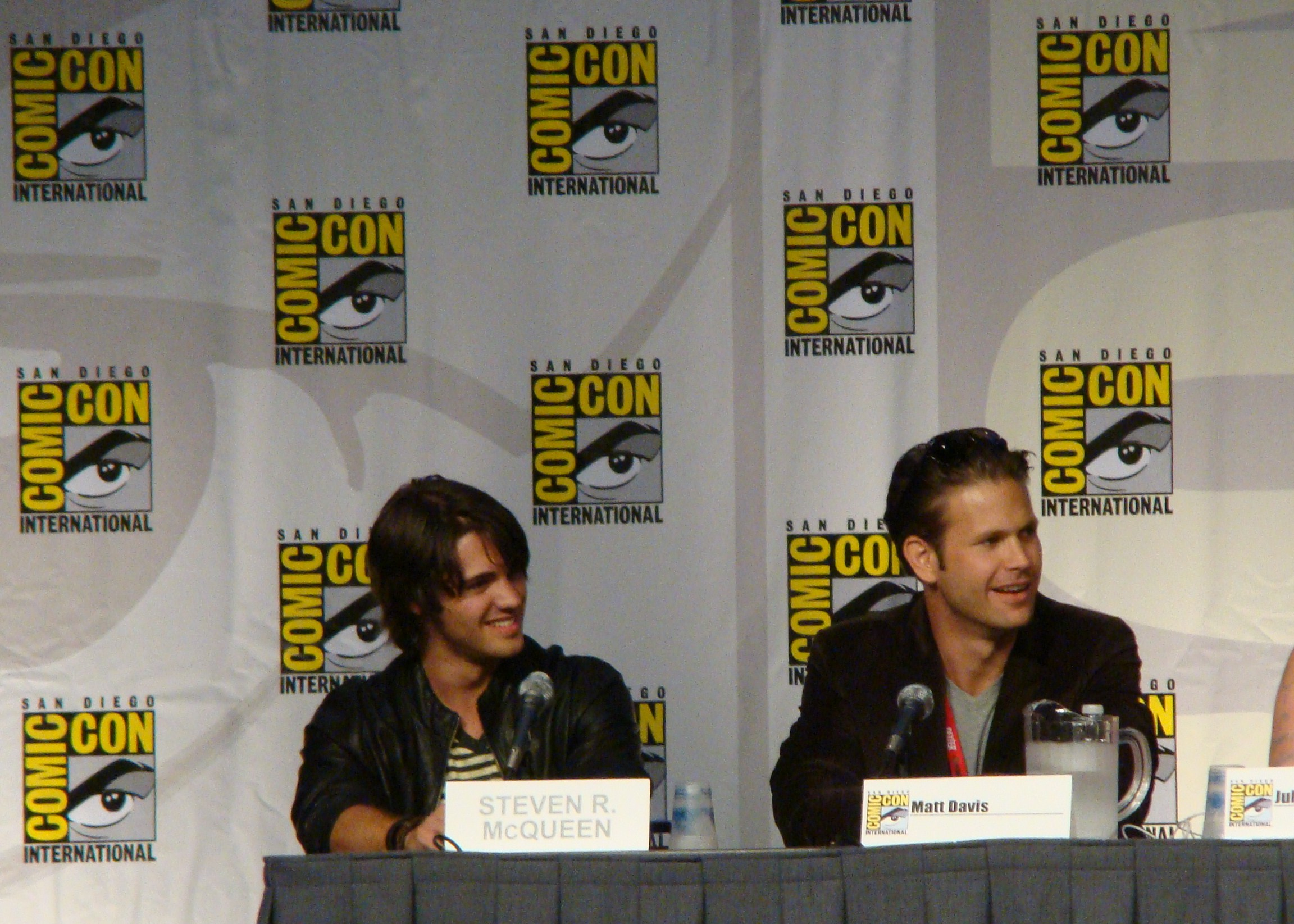
Steven R. McQueen és Matt Davis a Comic-Con-on

### Film
| Év   | Cím          | Szerep        | Megjegyzések |
| ---- | ------------ | ------------- | --- |
| 2006 | Club Soda    | kölyök        | - rövidfilm - 2007-ben a Történetek Amerikáról (Stories USA) részeként jelent meg - Beverly Hills Film Festival Díj – Legjobb férfi szereplő (2007) |
| 2010 | Piranha 3D   | Jake Forester | magyar hangja Szalay Csongor |
| 2018 | The Take Off | J.J. Cullings | rövidfilm |

### Televízió
| Év              | Magyar cím                     | Eredeti cím         | Szerep         | Megjegyzések                                            |
| --------------- | ------------------------------ | ------------------- | -------------- | ------------------------------------------------------- |
| 2005            | A küszöb                       | Threshold           | Jordan Peters  | 1 epizód (Gyermekek vére)                               |
| 2005–2006       | Everwood                       | Everwood            | Kyle Hunter    | visszatérő szerep (7 epizód)                            |
| 2008            | Időlovagok                     | Minutemen           | Derek Beaugard | - tévéfilm - magyar hangja: - Előd Álmos - Bódy Gergely |
| 2008            | Gyilkos számok                 | Numb3rs             | Craig Ezra     | 1 epizód (33-as atomszám)                               |
| 2008            | Nyomtalanul                    | Without a Trace     | Will Duncan    | 1 epizód (Igaz/Hamis)                                   |
| 2008            | CSI: Miami helyszínelők        | CSI: Miami          | Keith Walsh    | 1 epizód (Elveszett baba)                               |
| 2009–2015, 2017 | Vámpírnaplók                   | The Vampire Diaries | Jeremy Gilbert | - főszereplő (1–5. évad) - vendégszereplő (8. évad)     |
| 2015–2016       | Lángoló Chicago                | Chicago Fire        | Jimmy Borrelli | főszereplő (4–5. évad)                                  |
| 2016            | Bűnös Chicago                  | Chicago P.D.        | Jimmy Borrelli | vendégszereplő (3. évad)                                |
| 2018            | Tavaszi hazatérés              | Home by Spring      | Wayne Hancock  | - tévéfilm - magyar hangja: - Hamvas Dániel             |
| 2018            | Legacies – A sötétség öröksége | Legacies            | Jeremy Gilbert | 1 epizód                                                |
| 2018            |                                | Medal of Honor      | Joseph Vittori | 1 epizód                                                |
| 2020            |                                | The Warrant         | Cal Breaker    | tévéfilm                                                |